# 延方站

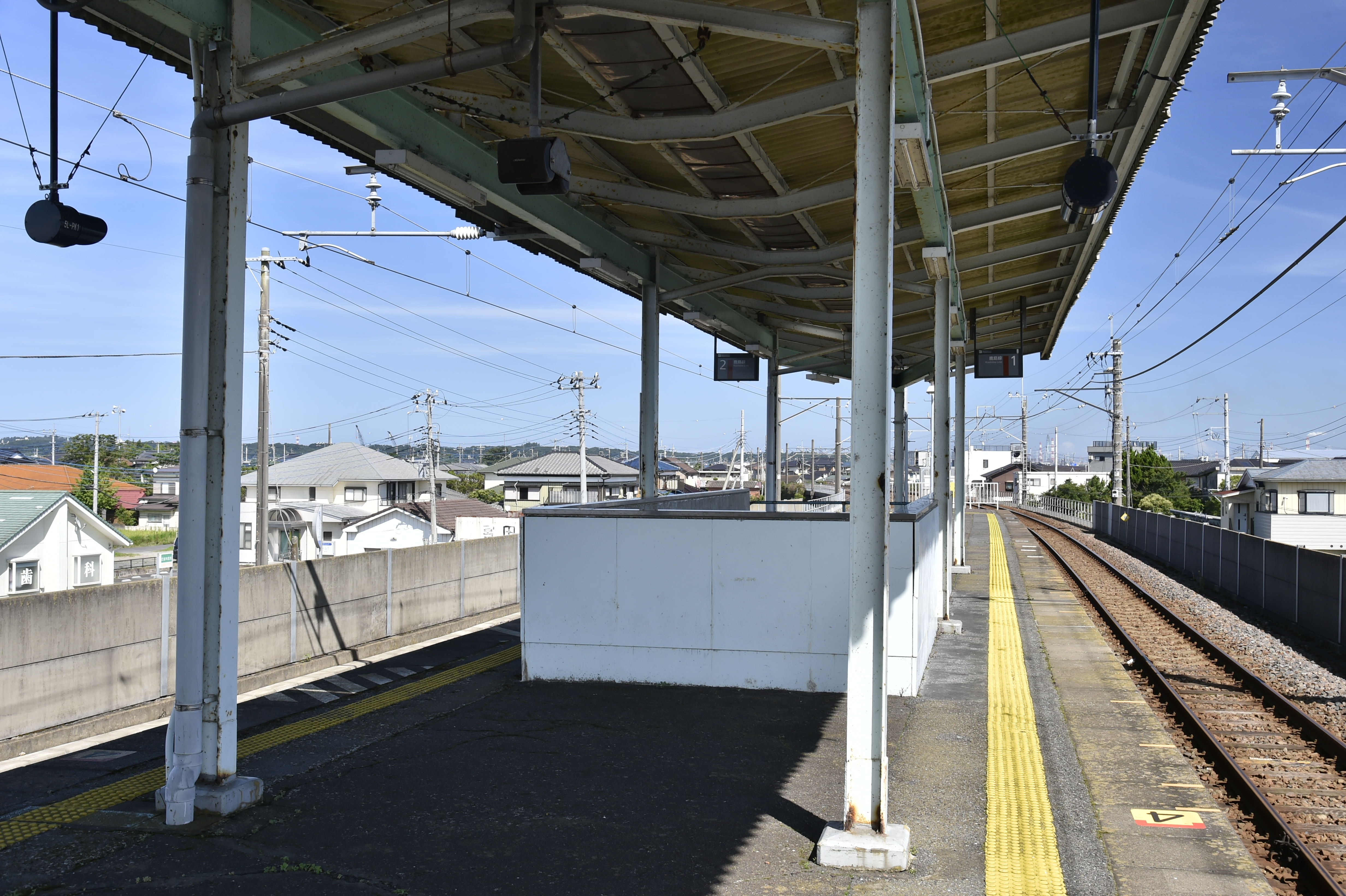
月台（2020年8月）

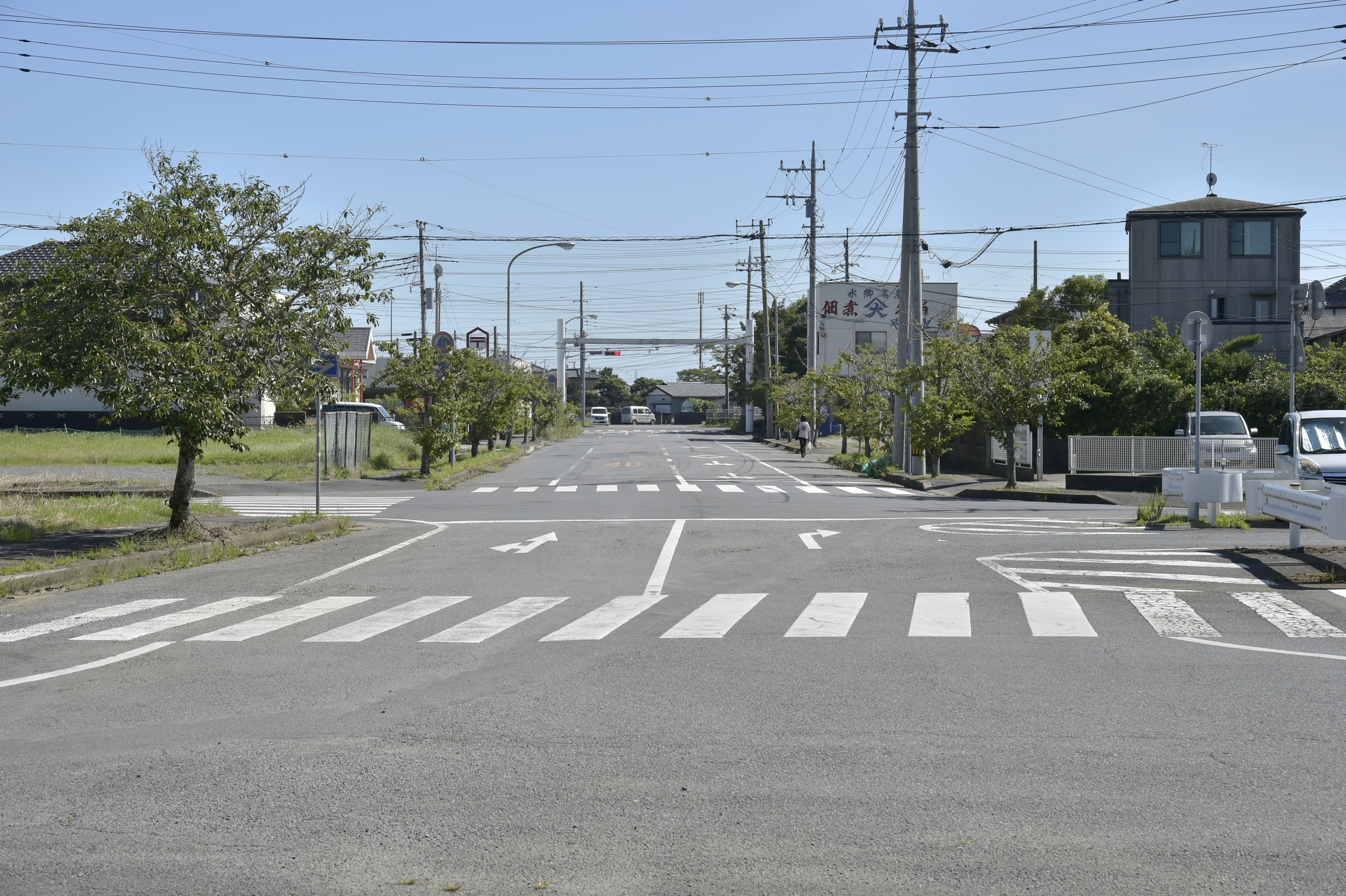
站前（2020年8月）

延方站（日语：／ Nobukata eki */?）是位於茨城縣潮來市宮前一丁目15號，東日本旅客鐵道（JR東日本）的鹿島線車站。

## 歷史
- 1970年（昭和45年）8月20日：日本國有鐵道車站啟用[1]。
- 1987年（昭和62年）4月1日：伴隨國鐵分割民營化，車站由東日本旅客鐵道（JR東日本）營運[1]。
- 2009年（平成21年）3月14日：成為東京近郊區間範圍內[2]。
- 2020年（令和2年）3月14日：3月14日：此站開始可以使用IC卡「Suica」[3][4]。

## 車站構造
此站是高架車站，設有1面2線的島式月台。月台沒有提高高度。
此站是由鹿島神宮站管理的無人車站。此站設有乘車站證明票發行機和簡易Suica閘機。在高架橋下設有候車室和公廁。

### 月台
| 月台 | 路線     | 上下行 | 方向         |
| ---- | -------- | ------ | ------------ |
| 1、2 | ■ 鹿島線 | 下行   | 前往鹿島神宮 |
| 1、2 | ■ 鹿島線 | 上行   | 佐原方向     |

參考
- 1號月台是上下行本線和一線通過（日语：一線スルー）的構造。1、2號月台可從兩方向進行和向兩方向出發。
  - 在不需要列車交會時候，列車會使用1號月台。
  - 當兩列停靠列車進行列車交會時候，上行月台會使用1號月台，下行月台會使用2號月台。
  - 當停靠列車和通過列車進行列車交會時候，通過列車會使用1號月台，停靠列車會使用2號月台。
- 不論任何理由使部分路段暫停服務的時候，此站可讓列車折返之用。
  - 在發生東日本大震災時候，此站至鹿島神宮站之間在2011年3月11日發生本震起至4月15日之間不能通行（香取站至此站之間在3月18日重開）。
- 月台可容納6卡車廂。

## 車站周邊
北邊
- 行方警署（日语：行方警察署）新宮駐在所
- 北浦

南邊
- 延方郵局
- 佐原信用金庫（日语：佐原信用金庫）潮來分店
- 清見屋（日语：セイミヤ）延方店
- 道之驛潮來（日语：道の駅いたこ）

### 巴士路線
- 廣域連攜路線巴士『鹿行北浦線』（由關鐵紫色巴士（日语：関鉄グリーンバス）運行）
  - 道之驛潮來 - 水鄉潮來巴士總站（日语：水郷潮来バスターミナル） - 潮來站 - 潮來市政廳前 - 延方站 - 迴聲湖、白濱少年自然之家、行方農民村中央 - 麻生高校（日语：茨城県立麻生高等学校） - 麻生廳舍（日语：麻生町） - 麻生溫泉「白帆之湯」
- 鹿行廣域巴士 神宮、菖蒲、白帆路線（由關東鐵道、池田交通（日语：池田交通）運行）
  - Cheerio·AEON（日语：ショッピングセンターチェリオ） - 小山紀念醫院 - 鹿島神宮站 - 延方站 - 道之驛潮來 - 水鄉潮來巴士總站 - 潮來站 - 潮來市立圖書館前 - 購物廣場La・La・Lu （页面存档备份，存于） - 麻生富田 - 麻生廳舍

## 相鄰車站
東日本旅客鐵道（JR東日本）
■鹿島線
潮來－延方－鹿島神宮

## 注腳
1. 1 2 3 4  曾根悟（監修）. 朝日新聞出版分冊百科編集部（編集） , 编. . 週刊朝日百科. 26号 総武本線・成田線・鹿島線・東金線. 朝日新聞出版. 2010-01-17: 24-25 （日语）.
2. ↑   (PDF) (新闻稿). 東日本旅客鉄道. 2008-12-22  [2019-07-30]. （原始内容 (PDF)存档于2019-05-03） （日语）.
3. ↑   (PDF) (新闻稿). 東日本旅客鉄道: 7. 2019-12-13  [2019-12-13]. （原始内容 (PDF)存档于2019-12-13） （日语）.
4. ↑   (PDF) (新闻稿). 東日本旅客鉄道千葉支社: 5. 2019-12-13  [2019-12-13]. （原始内容 (PDF)存档于2019-12-13） （日语）.
5. 1 2  . 東日本旅客鉄道.   [2019-08-18]. （原始内容存档于2021-11-26） （日语）.
6. ↑  JR東日本:駅構内図（日語）

## 外部連結
- 車站資訊（延方）：東日本旅客鐵道（日語）